# Twierdza w Mondavio
Twierdza w Mondavio (wł. Rocca Roveresca di Mondavio) – renesansowa twierdza znajdująca się w miejscowości Mondavio, w prowincji Pesaro e Urbino, w regionie Marche we Włoszech. Jest uważana za arcydzieło architektury militarnej renesansu, zaprojektowane przez sieneńskiego architekta Francesco di Giorgio Martiniego.

## Historia
Budowa twierdzy została zlecona przez Jana della Rovere, w ramach większego projektu ufortyfikowania granic jego posiadłości. Prace budowlane trwały od 1482 do 1492 roku pod kierownictwem Francesco di Giorgio Martiniego. 

## Architektura
Twierdza charakteryzuje się imponującym, wielobocznym donżonem o ośmiu nierównych bokach, otoczonym rawelinem. Donżon jest połączony z chodnikiem wmurowanym w murze kurtynowym, który prowadzi do półokrągłej wieży. Całość otacza sucha fosa. Francesco di Giorgio Martini zastosował tu zaawansowane rozwiązania obronne, takie jak kryte przejście ewakuacyjne (tzw. soccorso coverto), wystające machikuły oraz liczne strzelnice dostosowane do użycia broni palnej. Elementy te świadczą o geniuszu architekta i czynią z Rocca di Mondavio jeden z najważniejszych przykładów renesansowej architektury wojskowej. Twierdza została zaprojektowana tak, aby skutecznie odpierać ataki z użyciem nowoczesnej artylerii.